# Donja Suvaja
 Ovo je glavno značenje pojma Donja Suvaja. Za druga značenja pogledajte Donja Suvaja (razdvojba).
Donja Suvaja je selo u Zadarskoj županiji.

## Upravna organizacija
Upravno pripada općini Gračacu.

## Zemljopisni položaj
Nalazi se sjeverno od Srba i Neteke u Gornjem Pounju, blizu izvora rijeke Une.

## Promet
Nalazi se na državnoj cesti D218, na križanju s odvojkom na lokalnu cestu za Gornju Suvaju.

## Stanovništvo
Prema popisu iz 2011., Donja Suvaja imala je 53 stanovnika.

| broj stanovnika | 995   | 1187  | 842   | 558   | 529   | 685   | 511   | 455   | 362   | 340   | 184   | 163   | 161   | 153   | 48    | 53    | 47    |
|                 | 1857. | 1869. | 1880. | 1890. | 1900. | 1910. | 1921. | 1931. | 1948. | 1953. | 1961. | 1971. | 1981. | 1991. | 2001. | 2011. | 2021. |